# George VI van Georgië
George VI (onbekend - 1313) uit het huis Bagrationi was koning van Georgië van 1311 tot aan zijn dood in 1313.
Hij was een zoon van David VIII. Hij werd tot koning verkozen door de heerser van het Il-kanaat bij de dood van zijn vader in 1311. Hij regeerde onder regentschap van zijn oom George V en stierf in 1313 nog altijd minderjarig.